# Province de L'Aquila
La province de L'Aquila est une province italienne de la région des Abruzzes.
La capitale provinciale est la ville de L'Aquila.

## Géographie
Communes les plus importantes de la province, avec le nombre d'habitants en 2017, selon des sources italiennes :
- Avezzano
- Castel di Sangro
- Celano
- L'Aquila
- Luco dei Marsi     (6 092 hab.)
- Pescina                 (4 091 hab.)
- Pratola Peligna
- Sulmona
- Tagliacozzo
- Trasacco

La province de L'Aquila est caractérisée par de nombreuses montagnes qui sont présentes sur la grande majorité de son territoire. Ne touchant pas de mer, elle a des vallées étroites, et trois conques (larges vallées) : la conque de L'Aquila au nord, la conque Peligna (de Sulmona) au centre-est et la conque du Fucin, au sud-ouest. Cette dernière, située à près de 700 mètres d'altitude, est un bassin en soi, car elle est totalement fermée par des montagnes sur ses quatre côtés.
Jadis, avant son assèchement, d'abord partiel par les Romains qui creusèrent un tunnel de 6 km de long (le record de longueur pour leur époque !) mais qui se boucha aussitôt, puis total vers 1860, il y avait un immense lac qui occupait presque entièrement la conque. Ce lac était grand de 160 km2, ce fut le troisième lac d'Italie par la taille après le lac de Garde et le lac Majeur, bien qu'il ne fût profond que de quelques mètres. Particulièrement plate, cette zone est une intense région d'agriculture (le grenier à blé de Rome) a remplacé ce lac, mais cela a été la cause d'un assèchement de toute la conque, et des espèces autochtones habitant le lac ont été exterminées. Pour certains, il faudrait recréer à nouveau le lac, mais pas nécessairement aussi grand qu'à l'origine, pour lutter contre le problème de la sècheresse et de la pauvreté biologique qui ont inévitablement accompagné le drainage de la conque il y a un siècle et demi. Les autres lacs importants sont le lac de Campotosto (14 km2) et le lac de Scanno (1 km2).
Les principaux massifs de la province sont le versant méridional du Gran Sasso au nord-est, caractérisé par des steppes et une haute-plaine, le Campo Imperatore, qui est aussi grand que 10 000 terrains de football, et se situe entre 1600 et 2 000 mètres d'altitude. L'hôtel de Campo Imperatore, à 2 130 mètres d'altitude, d'architecture fasciste rouge brique, a été la prison de Mussolini en 1944, qui fut ensuite libéré par deux avions nazis. Aujourd'hui, l'hôtel, qui est un important point de base pour les excursions sur le Gran Sasso, est entouré d'une station de ski, d'une petite chapelle, d'un jardin botanique de montagne, et peut être rejoint par la route ou par un téléphérique de 1 000 mètres de dénivelée.
Le territoire du Gran Sasso est maintenant protégé par le parc national du Gran Sasso e Monti della Laga.
À l'est de la province, juste au sud de L'Aquila, il y a le troisième plus haut massif des Apennins. C'est le Sirente Velino, qui culmine au mont Velino à l'ouest (2 486 mètres) et au mont Sirente à l'est (2 358 mètres). Ces deux groupes du massif sont divisés par le haut-plateau des Rocche, qui contient le plus haut village des Apennins : Rocca di Cambio à 1 434 mètres. Au pied du Sirente, il y a de magnifiques forêts qui abritent quelques ours. Dans le massif, il y a deux stations de ski : Campo Felice et Ovindoli, avec chacune 30 km de pistes de ski.
Au sud de la province se trouve le Parc national des Abruzzes, créé en 1922. C'est le premier parc national créé en Europe[réf. nécessaire], il est étendu sur 100 000 hectares. Il a permis de sauver de l'extinction l'ours brun marsicain, le loup des Apennins et le chamois de Abruzzes. Les deux tiers de son territoire sont couverts de forêt.
Au sud-ouest de la province, les monts Simbruins et les monts Herniques dépassent de peu les 2 100 mètres d'altitude, mais conservent d'importantes forêts où séjournent des ours. À cheval avec le Latium, le massif n'est protégé que sur le versant romain, par un parc régional. Le versant abruzzais, quant à lui, attend d'être protégé. Une cascade sur le versant abruzzais, le Zompo lo Schioppo, est protégée par une réserve naturelle. Au sud-est de la province, le versant occidental de la Majella surplombe Sulmona et sa conque.
Les fleuves principaux qui y naissent sont le Volturno (185 km), le Liri (158 km), le Salto, affluent du Tibre, l'Aterno-Pescara (145 km) et le Sangro (107 km), qui naît au cœur même du parc national des Abruzzes.

## Histoire
Le nom « Abruzzes » (Abruzzo en italien, anciennement Abruzzi) vient du peuple des Praetutii, dont le nom déformé en Aprutini s'est transmis à la région.
La ville de L'Aquila est fondée au XIIIe siècle, avec le déplacement des populations de 99 villages alentour.

## Politique
La province de l'Aquila est l'une des provinces conquises par la droite italienne lors des élections de 2010. À l'issue de ce scrutin, la composition du conseil provincial est la suivante :
- Le Peuple de la liberté : 7 sièges
- Parti démocrate : 4 sièges
- Liste locale des démocrates : 2 sièges
- Liste locale Forza Provincia : 2 sièges
- Union de Centre : 2 sièges
- Italie des valeurs : 2 sièges
- Alliance pour l'Aquila : 1 siège
- Mouvement pour les autonomies : 1 siège
- Liste locale Je suis avec Stefania : 1 siège
- Liste locale pour l'Aquila : 1 siège.

## Culture
Comme dans la province de Rieti, on y parle le dialecte sabin autour de L’Aquila et non un des dialectes italiens méridionaux comme dans le reste des Abruzzes et le sud de la province.

## Tourisme
- Le parc naturel régional du Sirente-Velino